# Stellaria neglecta
Stellaria neglecta là loài thực vật có hoa thuộc họ Cẩm chướng. Loài này được Weihe miêu tả khoa học đầu tiên năm 1825.